# Canariola willemsei
Canariola willemsei är en insektsart som beskrevs av Morales-agacino 1959. Canariola willemsei ingår i släktet Canariola och familjen vårtbitare. IUCN kategoriserar arten globalt som nära hotad. Inga underarter finns listade i Catalogue of Life.